# (2720) Pyotr Pervyj
(2720) Pyotr Pervyj est un astéroïde de la ceinture principale.

## Description
(2720) Pyotr Pervyj est un astéroïde de la ceinture principale. Il fut découvert le 6 septembre 1972 à Naoutchnyï par Lioudmila Jouravliova. Il présente une orbite caractérisée par un demi-grand axe de 2,33 UA, une excentricité de 0,20 et une inclinaison de 3,3° par rapport à l'écliptique.

## Compléments